# Фрумина, Дина Михайловна
Дина Михайловна Фру́мина (1914 — 2005) — советский и украинский художник, педагог.

## Биография
Родилась 13 марта 1914 г. в местечке Троицкое Ананьевского уезда Херсонской губернии (ныне Любашёвский район Одесской области Украины). Отец, Михаил Борисович Фрумин, был ремесленником, художником-самоучкой, делал мебель, клал наборный паркет (по собственным эскизам). Мать — Эсфирь Эммануиловна, урождённая Рубина.
Интерес девочки к живописи пробудился рано. Все началось с чтения и желания иллюстрировать прочитанное. Вскоре вся школа была полна её рисунками. Пятнадцатилетней приезжает Дина в Одессу и поступает в Художественную профшколу, где её первым учителем становится М. К. Гершенфельд, художник — участник выставок парижских «Салонов».
Через три года, после блестящего окончания художественной школы, Фрумину принимают на второй курс графического факультета Одесского художественного института. И снова ей везет с преподавателями: профессор М. И. Жук, окончивший Краковскую академию изящных искусств, „одесский парижанин“ Т. Б. Фраерман, М. Д. Муцельмахер (ученик В. А. Фаворского).
С 1935 года — учёба в Киевском художественном институте в мастерской Ф. Г. Кричевского.
В 1942 году, в военной эвакуации в Самарканде, Д. Фрумина в Объединённом художественном институте (Москвы, Ленинграда, Харькова, Киева) успешно защитила дипломную работу. В том же году была принята в Союз художников Узбекистана.
В период 1943—1945 годов жила и работала в Москве, вступила в Московскую организацию Союза художников. В сентябре 1945-го вернулась в Одессу, стала членом Союза художников Украины.
Уже вскоре после окончания учёбы Д. М. Фрумина начала принимать участие в групповых выставках, а в июне 1946 года в Одесском музее западного и восточного искусства состоялась её первая персональная выставка „Этюды Самарканда“.
Трудное для творческой интеллигенции время, ознаменовавшееся известным Постановлением о ленинградских журналах „Звезда“ и „Ленинград“, не обошло и Фрумину. Колористическую глубину представленных на выставке произведений, их камерность, скромность мотивов, импрессинистичность некоторые критики попытались оклеймить как „формализм“ — вызов соцреализму.
С 1948 по 1968 годы Фрумина преподавала в Одесском художественном училище (с 1965 г им. Грекова), где воспитала плеяду талантливых художников (в том числе и андеграунда) на основе непреходящих мировых художественных ценностей, с уважением относясь при этом к их по-настоящему искренним художественным поискам, даже если сама не разделяла их пристрастий к тому или иному направлению живописи.
В 2005 году она выпустила книгу „Мои воспоминания“, в которых значительное внимание уделила как своим преподавателям, так и своим многочисленным ученикам, с несколькими из которых сохранила тесные человеческие и творческие отношения до последних дней своей жизни.
30 июля 2005 года Дина Михайловна Фрумина скоропостижно скончалась, не завершив очередного начатого холста. Похороны состоялись на 3-м Еврейском кладбище в Одессе.

## Особенности творчества
Дина Михайловна обладала, однако, невероятной стойкостью, помогавшей ей выдерживать удары системы и судьбы. Она осталась верна своим творческим идеалам и долгие годы продолжала творить в первую очередь „для себя“, хотя и участвовала в областных, республиканских, всесоюзных и международных выставках. В основном же созданное становится достоянием тесного круга друзей, близких учеников и отправляется на полку.
Вторая персональная выставка произведений живописца прошла после огромного перерыва — в 2002 году, также в Музее западного и восточного искусства. Крупная выставка привлекла повышенный интерес и превосходные отзывы широкой публики и знатоков искусства. В связи с этим было даже продлено время её экспозиции. Произведения, экспонировавшиеся на этой выставке, можно посмотреть на странице музея.

 „Основным принципом колорита в картинах Фруминой является фиксация всех изменений предметного цвета под воздействием освещения и выявление богатства цветовых связей через систему рефлексов, контрастов и нюансов. В раннем творчестве перламутровый, а позднее серебристый колорит строится художницей посредством тончайших переходов цвета, валеров, которые создают сложную градацию света и тени в пределах одного цвета, что усиливает ощущение живой вибрации световоздушной среды. Художница никогда не использует чистые спектральные цвета, каждый мазок на картине уникален — это сложный по составу замес, несущий в себе ясную цветность. В изысканности и гармоничности колорита, в тяготении художницы к холодной гамме ощущается родство с музыкальной живописью В. Э. Борисова — Мусатова. Пространство в произведениях Фруминой цельное, а фрагментарность композиции позволяет сделать его бесконечным, беспрепятственно развивающимся в разные стороны, преодолевая плоскость холста. Пространство и масса активно взаимодействуют.“ 
Жанр пейзажа — основной в творчестве Фруминой. Преимущество составляют городские пейзажи. Любила и сельские мотивы. Очень редко рисовала море. Увлеченно работала в жанре портрета, особое внимание на протяжении всей жизни уделяла автопортретам. В жанре натюрморта чаще всего она обращалась к мотиву цветка и цветущих веток.

## Увековечение памяти
В 2013 году в Одессе, на доме № 1 в Сабанском переулке, где художник и педагог жила и создавала свои произведения, была установлена мемориальная доска-барельеф

## Художники — ученики Д. М. Фруминой в Одесском художественном училище
- Александр Басанец
- Давид Беккер
- Пётр Гижа
- Алексей Гландин
- Виктор Жураковский
- Анна Зильберман
- Михаил Ивницкий
- Зоя Ивницкая
- Аркадий Кельник
- Галина Кломбицкая
- Любовь Колечко
- Тамара Литвиненко
- Геннадий Малышев
- Валентин Мацкевич
- Лев Межберг
- Леонид Межерицкий
- Люсьен Дульфан
- Владимир Наумец
- Иосиф Островский
- Эдуард Павлов
- Александр Рихтер
- Николай Степанов
- Станислав Сычёв
- Владимир Ушаков
- Александр Фрейдин
- Моисей Черешня
- Людмила Ястреб